# Milan Đuričić
Milan Đuričić (* 3. August 1945 in Osijek in Jugoslawien) ist ein kroatischer Fußballtrainer und ehemaliger Fußballspieler.
Seine Spielerkarriere verbrachte er in Jugoslawien bei seinen beiden Stammvereinen NK Osijek und Vojvodina Novi Sad. Er beendete diese recht frühzeitig, da eine schwerwiegende Verletzung die Ausübung des Profisports unmöglich machte. Nach Ende seiner Profikarriere wurde er in den Trainerstab von Vojvodina Novi Sad aufgenommen.
Bald erhielt er die Chance zu seinem kroatischen Stammverein NK Osijek als Trainer zurückzukehren.
1989 verließ er seine Heimat um sein Glück im Ausland zu versuchen. Sein Ziel war Frankreich, wo er 4 Jahre arbeitete. Nach seiner Entlassung beim Verein OSC Lille ereilte ihn der Ruf des DSV Leoben. 1992 unterschrieb er dort einen Ein-Jahres-Vertrag, da er näher an seiner Heimat sein wollte. Durch sein erfolgreiches Gastspiel machte er auf sich aufmerksam und er erhielt einen Ein-Jahres-Vertrag beim Bundesliga-Klub SK Sturm Graz. Dieser war – aufgrund finanzieller Probleme – gerade im Neuaufbau und die Vereinsführung hielt den als Jugendförderer bekannten Đuričić für den richtigen Mann, eine junge, schlagkräftige Truppe aufzubauen. Er schaffte mit seiner Mannschaft den Klassenerhalt und sorgte dafür, dass die konditionell wie auch taktisch auf der Höhe waren.
Nachdem sein Vertrag in Graz nicht verlängert worden war, wechselte er zum SK Vorwärts Steyr. Mit dem Klub erreichte er den UI-Cup. Die zweite Saison verlief allerdings sehr schwach, weshalb er nach wenigen Spielen entlassen wurde. Đuričić ging zurück in seine Heimat und übernahm 1996 abermals seinen Stammverein NK Osijek. Nur drei Jahre später kam er nach Österreich zurück und trainierte zum zweiten Mal den DSV Leoben. Doch auch bei seiner zweiten Trainerstation in Leoben wurde er nicht restlos glücklich. Daher verabschiedete er sich nach zwei Jahren wieder Richtung Süden. Dort fand er mit dem NK Maribor einen neuen Arbeitgeber.
Im Sommer 2006 wurde er überraschend als neuer Trainer des als FC Superfund agierenden ASKÖ Pasching vorgestellt. Auch hier nannte der Vereinspräsident Franz Grad das Entgegenkommen von Đuričić bei seinen Gehaltsforderungen als einer der Argumente, die für ihn sprachen.
Die Mannschaft blieb unter Đuričić zehn Spiele lang ungeschlagen und waren auf dem zweiten Tabellenrang zu finden. Ebenso überraschend wie seine Präsentation verlaufen war, trat er am 24. Oktober 2006 als Trainer von Pasching zurück. Er nannte persönliche Gründe – Đuričić war in den Wochen davor öfter von Fans wegen seiner defensiven Spielweise kritisiert worden.

## Trainerstationen
- 1983 bis 1985: NK Osijek
- 1987: NK Osijek
- 1989 bis 1991: AS Beauvais
- 1991 bis 1993: Donawitzer SV Alpine
- 1993 bis 1994: SK Sturm Graz
- 1994 bis 1995: SK Vorwärts Steyr
- 1995 bis 1996: DSV Leoben
- 1997 bis 1999: NK Osijek
- 1999 bis 2002: DSV Leoben
- 2002 bis 2003: NK Osijek
- 2005 bis 2006: NK Maribor
- 2006: ASKÖ Pasching
- 2007: FK Zemun
- 2008: NK Drava Ptuj
- 2008: DAC Dunajská Streda
- 2009: FK Vojvodina (Co-Trainer)
- 2009: NK Croatia Sesvete
- 2009 bis 2010: NK Celje
- 2010: NK Croatia Sesvete
- 2011 bis 2012: NK Rudar Velenje